# Peter Kipchumba Rono
Peter Kipchumba Rono (Kapsabet, 31 de juliol, 1967) és un ex atleta kenyà especialista en proves de mig fons.
Rono guanyà la medalla d'or al Campionat del Món Júnior de l'any 1984 en les proves de 1.500 i 5.000 metres llisos. També guanyà la medalla d'or al Campionat africà de camp a través de Nairobi el 1985, i medalla d'argent als 1500 metres del Campionat del Món Júnior d'Atenes. L'any 1987 fou semifinalista al Campionat del Món de Roma.
Aquesta prometedora carrera culminà amb la medalla d'or assolida als Jocs Olímpics de Seül 1988, esdevenint el campió olímpic més jove en els 1.500 metres amb 21 anys i 62 dies. Malgrat aquest gran triomf, Rono mai tornà a guanyar una gran cursa en el futur. Fou segon a la Universiada de Duisburg de 1989 i el 1992 es retirà de l'atletisme.